# Vuelta a la Comunidad Valenciana 2007
La edición 2007 de la carrera Vuelta a la Comunidad Valenciana, tuvo lugar desde el martes 27 de febrero hasta el sábado 3 de marzo.

## Equipos participantes
Participaron 18 equipos. Cada equipo estuvo formado por 8 corredores siendo así un total de 144 corredores al principio de la carrera de los que acabaron 134.
| Equipo                             | Categoría               |
| Caisse d'Epargne                   | UCI ProTeam             |
| Team CSC                           | UCI ProTeam             |
| Euskaltel-Euskadi                  | UCI ProTeam             |
| Saunier Duval-Prodir               | UCI ProTeam             |
| Discovery Channel Pro Cycling Team | UCI ProTeam             |
| Astana                             | UCI ProTeam             |
| Bouygues Telecom                   | UCI ProTeam             |
| Rabobank                           | UCI ProTeam             |
| Team Milram                        | UCI ProTeam             |
| Lampre-Fondital                    | UCI ProTeam             |
| Relax-Gam                          | Profesional Continental |
| Fuerteventura-Canarias             | Profesional Continental |
| Karpin Galicia                     | Profesional Continental |
| Team LPR                           | Profesional Continental |
| Benfica                            | Continental Profesional |
| Ceramica Panaria-Navigare          | Profesional Continental |
| Andalucía-Cajasur                  | Profesional Continental |
| Grupo Nicolás Mateos               | Profesional Continental |

## Etapas
| Fecha                    | Recorrido                           | Km       | Ganador                              | Líder                                 |
| ------------------------ | ----------------------------------- | -------- | ------------------------------------ | ------------------------------------- |
| Martes, 27 de febrero    | Alcira-Alcira                       | 162,7 km | Daniele Bennati (Lampre)             | Daniele Bennati (Lampre)              |
| Miércoles, 28 de febrero | Calpe-Calpe                         | 148,2 km | Alessandro Petacchi (Milram)         | Alessandro Petacchi (Milram)          |
| Jueves, 1 de marzo       | Villarreal-Villarreal               | 151,8 km | Daniele Bennati (Lampre)             | Daniele Bennati (Lampre)              |
| Viernes, 2 de marzo      | Albaida-Alto del Campello (Vallada) | 162 km   | Alberto Contador (Discovery Channel) | Alejandro Valverde (Caisse d'Epargne) |
| Sábado, 3 de marzo       | Valencia-Valencia                   | 146,9 km | Daniele Bennati (Lampre)             | Alejandro Valverde (Caisse d'Epargne) |

## Clasificaciones finales

### General
| Posición | Ciclista           | Equipo            | Tiempo     |
| -------- | ------------------ | ----------------- | ---------- |
| 1        | Alejandro Valverde | Caisse d'Epargne  | 18h 07'02" |
| 2.       | Tadej Valjavec     | Lampre            | + 8"       |
| 3        | Fränk Schleck      | CSC               | + 12"      |
| 4        | Janez Brajkovič    | Discovery         | + 14"      |
| 5        | José Miguel Elías  | Relax-Gam         | 16"        |
| 6        | Thomas Voeckler    | Bouygues Telecom  | + 17"      |
| 7        | Luis León Sánchez  | Caisse d'Epargne  | + 19"      |
| 8        | Patxi Vila         | Lampre            | + 20"      |
| 9        | Emanuele Sella     | Panaria           | + 21"      |
| 10.      | Mikel Astarloza    | Euskaltel-Euskadi | + 23"      |

### Otras clasificaciones
- Puntos:  Daniele Bennati (Lampre)
- Montaña:  David De La Fuente (Saunier Duval)
- Combinada:  Alejandro Valverde (Caisse d'Epargne)
- Equipos:  Lampre